# Вацлавски площад
Вацлавският площад (на чешки: Václavské náměstí), е централният площад в Прага - столицата на Чехия.
Площадът е наименуван на св. Вацлав I, княз на Чехия, считан за духовен покровител на страната. По-рано се е наричал Конски пазар (Koňský trh), тъй като през Средновековието там са провеждани конни панаири. Преименуван е на Вацлавски (Световацлавски) площад през 1848 г.
Той е сред най-известните и големи градски площади в света. Свидетел е на много исторически събития, демонстрации, празненства и обществени събрания. Площадът е търговски и делови център на Прага, там се намират известни хотели, магазини и кафенета. Средище е на централния столичен квартал Нове Место.
Вацлавският площад по-скоро напомня широк булевард: представлява продълговат четириъгълник с дължина 750 м, ширина 63 м (горе) и 48 м (долу), обща площ 45 хил. м², спускащ се от югоизток на северозапад. Сравняват често площада с парижките Елисейски полета – бул. „Шанз-Елизе“ (с размери 1915 м на 71 м).
Архитектурният ансамбъл на площада с около 60-на сгради се формира през ХІХ-ХХ век. Северозападният край на площада граничи с централния столичен квартал Старе Место. В югоизточния край на площада се извисява величественото неоренесансово здание на Националния музей. В него са поместени:
- пантеон (чийто купол господства над сградата) с бюстове на велики личности на Чехия,
- Музей на естествознанието и историята – основната част на комплекса, както и
- библиотека, съдържаща 1,3 млн. книги и 8 хил. ръкописа.

Пред Националния музей има конна статуя на св. Вацлав, издигната през 1912 г. Около паметника стоят скулптури на 4 други чешки светии: Людмила Чешка, Агнеса Чешка, Прокопий Сазавски, Адалберт Пражки.
Националният музей и паметникът на княз Вацлав I са считани за най-познаваемите символи на Прага.